# Abuta
Abuta  é um gênero botânico da família Menispermaceae.

## Espécies
| - Abuta acutifolia - Abuta amara - Abuta antioquiana - Abuta aristeguietae - Abuta barbata - Abuta boliviana - Abuta brevifolia - Abuta brunnescens - Abuta bullata - Abuta candicans - Abuta candollei - Abuta chiapasensis - Abuta chocoensis - Abuta colombiana - Abuta concolor - Abuta convexa - Abuta duckei - Abuta dwyerana - Abuta ecuadoriensis - Abuta fluminum - Abuta froesii | - Abuta grandifolia - Abuta grisebachii - Abuta guianensis - Abuta heterophylla - Abuta imene - Abuta klugii - Abuta limaciifolia - Abuta longa - Abuta macrocarpa - Abuta macrophylla - Abuta manausensis - Abuta mycetandra - Abuta negroensis - Abuta oblonga - Abuta oblongifolia - Abuta obovata - Abuta pahni - Abuta panamensis - Abuta panurensis - Abuta parvifolia - Abuta platyphylla | - Abuta pullei - Abuta racemosa - Abuta rufescens - Abuta sadwithiana - Abuta scandens - Abuta seemanni - Abuta selloana - Abuta solimoesensis - Abuta soukupi - Abuta spicata - Abuta splendida - Abuta steyermarkii - Abuta tomentosa - Abuta toxifera - Abuta trinervis - Abuta umbellata - Abuta vaupesensis - Abuta velutina - Abuta verruculosa - Abuta wilson-brownei |